# Ponce de Leon
Ponce de Leon é uma vila localizada no estado americano da Flórida, no condado de Holmes. Foi incorporada em 1963.

## Geografia
De acordo com o United States Census Bureau, a vila tem uma área de 12,9 km², onde 12,8 km² estão cobertos por terra e 0,1 km² por água.

### Localidades na vizinhança
O diagrama seguinte representa as localidades num raio de 32 km ao redor de Ponce de Leon.

## Demografia
Segundo o censo nacional de 2010, a sua população é de 598 habitantes e sua densidade populacional é de 46,6 hab/km². É a localidade que, em 10 anos, teve o maior crescimento populacional do condado de Holmes. Possui 290 residências, que resulta em uma densidade de 22,6 residências/km².